# Sampaloc
Sampaloc là một đô thị cấp năm ở tỉnh Quezon, Philippines. Theo điều tra dân số năm 2007, đô thị này có dân số 13.534 người.

## Các đơn vị hành chính
Về mặt hành chính, đô thị này được chia thành 14 khu phố (barangay).
- Alupay
- Apasan
- Banot
- Bataan
- Bayongon
- Bilucao
- Caldong
- Ibabang Owain
- Ilayang Owain
- Mamala
- San Bueno
- San Isidro (Pob.)
- San Roque (Pob.)
- Taquico